# Torre de Samanes
La Torre de Samanes es una fortaleza del siglo XIV ubicada en el despoblado del mismo nombre, a las afueras de la localidad de Cunchillos, en el municipio zaragozano de Tarazona.

## Historia
Fue pertenencia del obispo de Tarazona y pudiera datarse hacia los siglos XIII o XIV.

## Descripción
Torre de Samanes de Cunchillos en el término de Cunchillos se encuentra el despoblado de Samanes. La casa se levanta a 490 m de altitud, en un paraje llano. Es el único vestigio material que queda visible de este despoblado. La casa fuerte de Samanes perteneció al obispado de Tarazona, incluso después de la desamortización, ya que el edificio había sido convertido en ermita. No obstante estaba habitado por un «cuidador» que hacia 1980 compró el edificio y lo utilizó como vivienda. Actualmente sigue perteneciendo a esta familia. El estado de conservación del exterior original, en general, es bueno salvo en la parte oriental debido al socavamiento producido por el camino anexo. Hay sillares desgastados y corroídos por la erosión, que en parte de la fachada principal fueron «rejuntados» con cemento hace algunos años. El edificio se mantiene exento salvo en uno de los lados de la fachada principal, donde se le adosó un corral.
Esta torre fue construida en el siglo XIV, directamente sobre la roca natural caliza y sin preparación previa de nivelación, pues en algunas zonas la roca natural sobresale del nivel del suelo, habiéndose mantenido esta prominencia para formar parte de la pared. Tiene planta rectangular de 8,60 x 12,50 m con unas paredes de 1,65 m de ancho en los lados cortos y 1,80 m en los largos. Actualmente tiene dos plantas, aunque sólo la baja es la original del siglo XIV.
Planta baja: En su exterior se utilizó caliza y litoarenita locales, a base de sillarejos y sillares de cuidada talla en las aristas de las esquinas. Se conserva íntegra en el interior, manteniendo la bóveda, paredes y ventanas abocinadas en muy buen estado. Únicamente se le adosó en un lateral una escalera nueva para acceder al piso superior. Las paredes exteriores han sido recompuestas en algunas partes, a base de pequeñas piedras y bloques en las esquinas.
El espacio interior corresponde al de una sola estancia sin compartimentar de 6 m de altura realizada a base de sillares. Se cubre con una bóveda de cañón apuntado, reforzada con tres arcos fajones apuntados que arrancan de ménsulas de sección de cuarto de círculo, colocadas a media altura de pared. El suelo actual no es el original, que quedó cubierto bajo una capa de cemento colocado hace 20 años. La puerta se localiza en la pared sur. El acceso se realiza por una puerta enmarcada por dovelas de piedra y en arco de medio punto apuntado.
Hay cuatro ventanas abocinadas colocadas simétricamente entre sí, una en cada pared corta y otras dos una a cada lado de la puerta, sin abrirse ningún vano en la pared norte. Su factura es muy fina y cuidada, con boceles de un cuarto en cada esquina. Las escaleras que dan acceso al piso superior están adosadas a la pared oeste.
Segunda planta: Fue totalmente reconstruida en altura, a base de pequeñas piedras con hiladas horizontales de ladrillo macizo. Las esquinas fueron reforzadas también en ladrillo, continuando la labor de composición del exterior de la planta baja. El interior fue compartimentado en pequeñas estancias durante el siglo XIX, a base de tabiques de adobe. En este piso se abren tres vanos enmarcados en ladrillo en la pared sur, uno más sencillo en la pared norte y dos en el lateral oeste, sin sistematización ni factura cuidada.
El conjunto es conocido en la población como "La Ermita" por lo que no es desechable la hipótesis de su utilización en algún momento como edificio de culto.
La torre es de planta rectangular, de 13 por 9 metros, realizada en sillarejo reforzado por sillares en las esquinas. Pudo ser la torre de señorío del obispado y fechable en torno a los siglos XIII o XIV. Está organizada en dos plantas, la inferior cubierta mediante bóveda de cañón apuntado y reforzada por arcos fajones. El acceso se realiza por una puerta enmarcada por dovelas de piedra y en arco de medio punto apuntado. En los muros se abren varios vanos para iluminar el interior, algunos muy estrechos y semejantes a aspilleras y otros claramente modernos por su factura. La planta superior se encuentra algo alterada en cuanto a su remate, siendo este de ladrillo y con tejado a dos aguas. Esta torre presenta adosado otro edificio de construcción claramente posterior.

## Catalogación
La Torre de Samanes está incluido dentro de la relación de castillos considerados Bienes de Interés Cultural en virtud de lo dispuesto en la disposición adicional segunda de la Ley 3/1999, de 10 de marzo, del Patrimonio Cultural Aragonés. Este listado fue publicado en el Boletín Oficial de Aragón del 22 de mayo de 2006.